# Falsocleptometopus setiger
Falsocleptometopus setiger là một loài bọ cánh cứng trong họ Cerambycidae.